# Gashenyi
Gashenyi ist einer von 19 Sektoren des Distrikts Gakenke in der Nordprovinz von Ruanda.

## Geographie
Der Sektor hat eine Fläche von 41,4 km² und liegt auf einer Höhe von etwa 1750 m. Er unterteilt sich in die fünf Zellen Nyakina, Rukura, Rutabo, Rutenderi und Taba. Nachbarsektoren sind im Nordosten Nemba, im Osten Base, im Südosten Bushoki, im Süden Rushashi, im Südwesten Gakenke, im Westen Karambo und im Nordwesten Kamubuga. Durch den Sektor verläuft der Fluss Base.

## Bevölkerung
Nach Stand der Volkszählung von 2022 liegt die Einwohnerzahl bei 22.647. Zehn Jahre zuvor waren es 20.067, was einem jährlichen Bevölkerungszuwachs von 1,2 Prozent zwischen 2012 und 2022 entspricht.

## Verkehr
Durch den Südteil des Sektors verläuft in Ost-West-Richtung parallel zum Fluss Base die Nationalstraße 2 und durch den Nordteil des Sektors eine District Road in Nordwest-Südost-Richtung.

## Gesundheitswesen
Im Sektor befindet sich das Rutenderi Health Center.